# Phyllophaga hoffmanitae
Phyllophaga hoffmanitae är en skalbaggsart som beskrevs av Moron 1996. Phyllophaga hoffmanitae ingår i släktet Phyllophaga och familjen Melolonthidae. Inga underarter finns listade i Catalogue of Life.